# Valentin Oehen

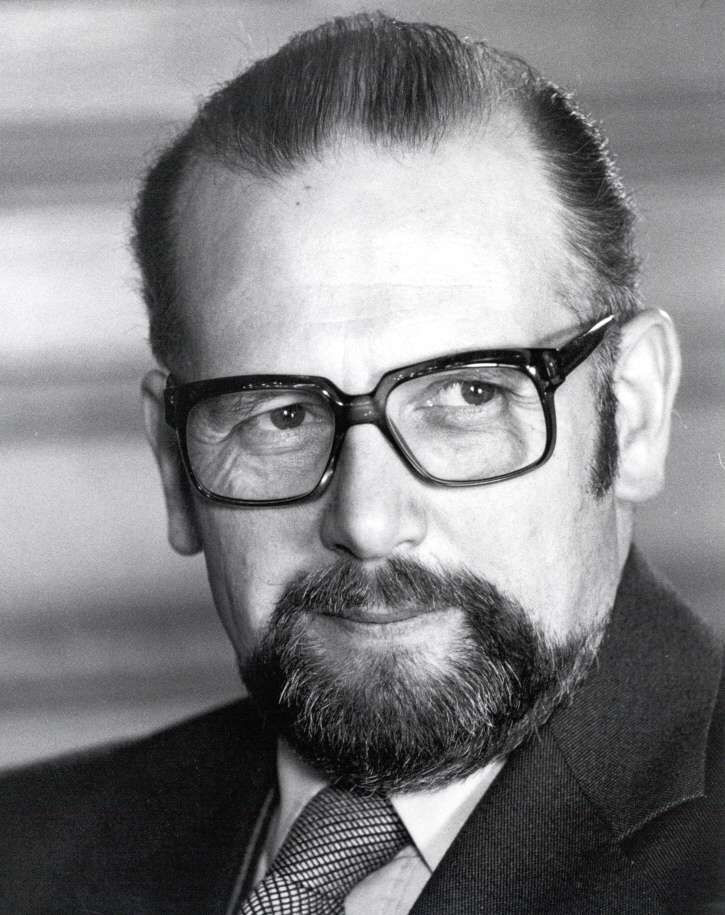
Valentin Oehen (1986)

Valentin Oehen (* 26. Juni 1931 in Neudorf; † 2. Juni 2022 in Nottwil; heimatberechtigt in Neudorf und Lieli) war ein Schweizer Politiker der Nationalen Aktion, Grossrat und Nationalrat.

## Leben

### Herkunft, Ausbildung und berufliche Tätigkeiten
Oehen war Sohn eines Käsermeisters. Er besuchte die Kantonsschule in Luzern, studierte an der ETH Milchwirtschaft. 1957–65 arbeitete er an der Eidgenössischen Forschungsanstalt Bern-Liebefeld, 1965–67 führte er einen Industriebetrieb in Zollikofen, 1967–71 war er Adjunkt in der Eidgenössischen Zentralstelle des milchwirtschaftlichen Kontroll- und Beratungsdiensts. Ab 1971 folgte eine Umschulung auf bodenbiologische Beratung. Nach 1979 bewirtschaftete Oehen einen Hof in Sessa.

### Politik

Valentin Oehen (1971)

Oehen war Mitglied der Konservativ-Christlichsozialen Volkspartei (KCVP) (1957–1965), später beim Jungen Bern (1967–1970), das er wegen seiner Unterstützung für die Schwarzenbach-Überfremdungsinitiative verliess und ab Ende 1970 bei der Nationalen Aktion (NA), den heutigen Schweizer Demokraten. Bei der Nationalen Aktion war er von 1972 bis 1980 Zentralpräsident, anschliessend Ehrenpräsident. Zentrale politische Positionen waren die Forderung nach einem Ende des Wachstumszwangs, einerseits der Ausbau des öffentlichen Verkehrs bei gleichzeitiger Umstellung auf ein kostenloses, 100 % umlagefinanziertes Tarifsystem, und anderseits die Einschränkung des Privatverkehrs in den Städten und ein Verbot des verbleiten Benzins. Vor allem der Landschaftsschutz, wo er sich unter anderem für die Weber-Initiative einsetzte, war bei Oehen stets mit dem sogenannten «Kampf gegen die Überfremdung» verbunden. 1986 trat er aus der NA aus.
Von 1971 bis 1987 war Oehen Nationalrat, von 1973 bis 1977 Mitglied des Grossen Gemeinderats von Köniz, von 1977 bis 1980 des Könizer  Gemeinderats (Exekutive). 1986 gründete er eine eigene Formation, die Ökologisch-Freiheitliche Partei (ÖFP), die sich aber bereits 1988 wieder auflösen sollte. Zwischen 1987 und 1991 gehörte er dem Grossen Rat des Kantons Tessins an. 1991 zog sich Oehen aus der Politik zurück.
Von 1972 bis 1980 war Oehen Gründer, Vorstandsmitglied und Vizepräsident bei der Arbeitsgemeinschaft für Bevölkerungsfragen (ab 1987 unter dem heutigen Namen Ecopop). Der Verein lehnte aber die «Überfremdungsinitiativen» von Oehens NA ab.
2006 trat er wieder bei den Schweizer Demokraten ein, wie die Nationale Aktion mittlerweile heisst. Abgesehen von einem Engagement für die Lex Koller beteiligte sich Oehen aber nicht mehr aktiv in der Politik. Er bezeichnete seine Zeit im politischen Tagesgeschäft als «definitiv vorbei». Er schrieb wieder regelmässig Beiträge in der SD-Mitgliederzeitung. Im Dezember 2018 trat Oehen auf einem Parteitag der rechtsextremen Partei National Orientierter Schweizer auf.

### Späteres Leben
Oehen liess sich zum Kadertrainer, Lebensberater und Parapsychologen ausbilden. Er war von 2000 bis 2006 der Präsident der Schweizerischen Vereinigung für Parapsychologie (SVPP).
Am 2. Juni 2022 starb Oehen im Alter von 90 Jahren zuhause in Nottwil.